# Urazowo (Baszkortostan)
Urazowo (ros. Уразово, baszk. Ураҙ) – wieś w Rosji, w Baszkortostanie, w rejonie uczalińskim. Według danych z 2010 roku zamieszkiwana przez 1051 osób.